# Michael Kohlhaas

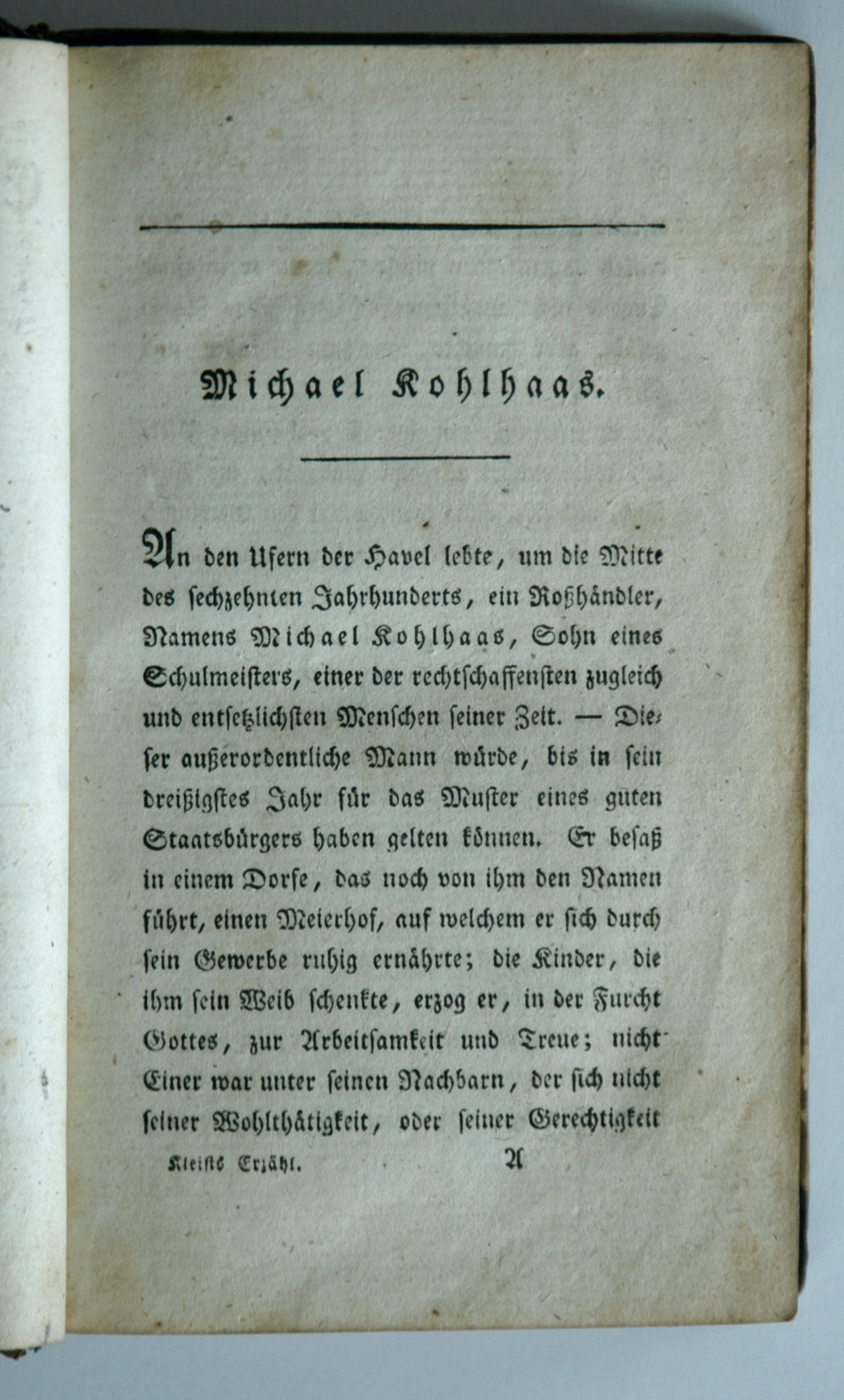
Beginn der Erzählung
im Novellenband von 1810

Michael Kohlhaas ist eine Novelle von Heinrich von Kleist. Ein erstes Fragment erschien in der Juniausgabe 1808 von Kleists Literaturzeitschrift Phöbus. In vollständiger Form wurde sie 1810 im ersten Band von Kleists Erzählungen veröffentlicht.
Die Erzählung spielt in der Mitte des 16. Jahrhunderts und handelt vom Pferdehändler Michael Kohlhaas, der gegen ein Unrecht, das man ihm angetan hat, zur Selbstjustiz greift und dabei nach der Devise handelt: Fiat iustitia et pereat mundus (dt.: „Es soll Gerechtigkeit geschehen, und gehe auch die Welt daran zugrunde!“). Ernst Bloch nannte daher Michael Kohlhaas auch den „Don Quijote rigoroser bürgerlicher Moralität“.
Historisches Vorbild der Figur war Hans Kohlhase.

## Hintergrund

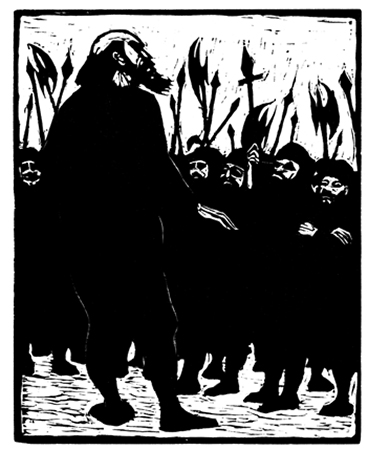
קולהאס משחרר את כנופיתו („Er löst seinen Heerhaufen auf“), Holzschnitt von Jacob Pins für die hebräischsprachige Ausgabe von 1953

### Politischer Hintergrund
Um 1800 sorgten in Preußen sowohl die außenpolitischen Misserfolge (Niederlage im Krieg gegen Napoleon) als auch die unklaren innenpolitischen Verhältnisse (unterschiedliches Verhalten deutscher Fürsten gegenüber Napoleon) für Unzufriedenheit. Kleist stellte sich entschieden gegen Frankreich, seine Haltung war reformbestimmt. „Kohlhaas lebt in jenen Dekaden des frühen 16. Jahrhunderts, als sich der absolutistische Staat zu etablieren beginnt, gleichzeitig aber das staatsrechtliche Denken des Mittelalters seinen Einfluss noch nicht verloren hat. Im absolutistischen Staat ist der Selbsthilfe kein Raum mehr gegeben. Das unterscheidet ihn von der mittelalterlichen Gesellschaftsverfassung. Der mittelalterliche Sachsenspiegel drückte nicht nur das Recht, sondern gar die Pflicht des Einzelnen aus, die ungesetzlichen Handlungen der Obrigkeit zurückzuweisen. Von hier aus gesehen, kann man sagen, dass in Kleists Kohlhaas mittelalterliche und frühabsolutistische Rechtsvorstellungen miteinander im Streit liegen.“ Seine rechtlich-politischen Forderungen brachte er in seinem Kohlhaas zum Ausdruck, ohne dabei politischer Agitation verdächtigt zu werden.

### Historischer Kohlhaas
In seiner Novelle verarbeitete Heinrich von Kleist die Geschichte von Hans Kohlhase. Dieser lebte im 16. Jahrhundert als Kaufmann im brandenburgischen Cölln an der Spree. Am 1. Oktober des Jahres 1532 begab er sich auf eine Reise zur Leipziger Messe. Auf dem Weg dorthin wurden ihm jedoch auf Geheiß des Junkers Günther von Zaschwitz (auch: Zaschnitz) zwei seiner Pferde abgenommen mit der Begründung, er habe sie gestohlen. Kohlhase versuchte, juristisch dagegen vorzugehen. Vergleichsverhandlungen fanden am 13. Mai 1533 auf der Burg Düben statt, führten jedoch zu keiner friedlichen Beilegung des Konfliktes. Ein Grund bestand vor allem darin, dass der Ritter von Zaschwitz inzwischen verstorben war und seine Erben eine angemessene Entschädigungszahlung verweigerten. Aus diesem Grund erklärte Kohlhase 1534 die Fehde und es wird berichtet, dass er Häuser in Wittenberg niederbrannte. Er beging weitere Verbrechen. Schließlich wurde er ergriffen und am 22. März 1540 in Berlin öffentlich hingerichtet. Heinrich von Kleist blieb in der Schilderung der Ereignisse jedoch nicht authentisch, da ihm die Untersuchungsakten von 1539 nicht zugänglich waren.

## Inhalt

### Handlung

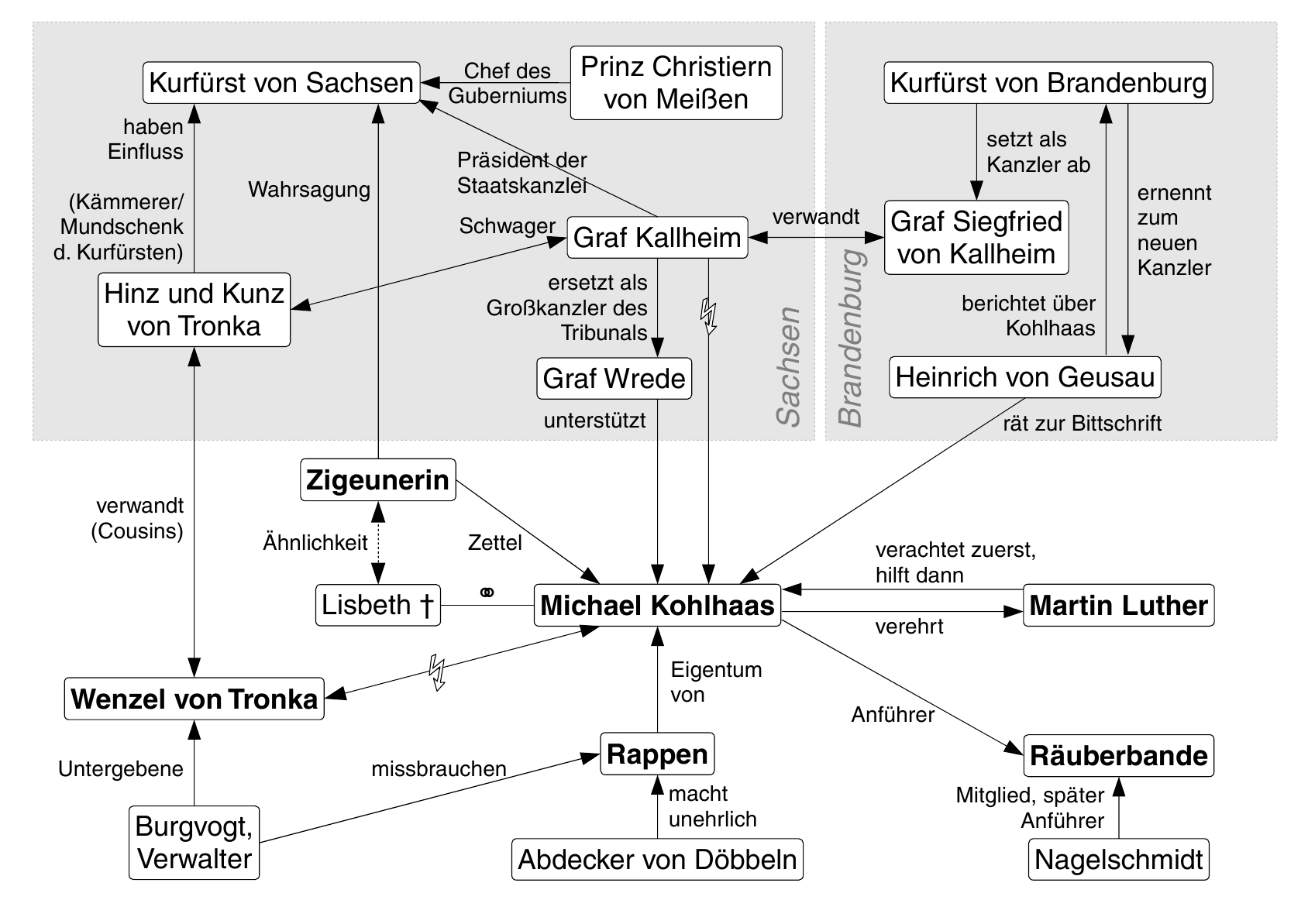
Personenkonstellation von Michael Kohlhaas

Der im Brandenburgischen lebende, angesehene Rosshändler Michael Kohlhaas reist mit zum Verkauf bestimmten Reitpferden nach Sachsen. Unterwegs wird er jedoch an der Burg des Junkers Wenzel von Tronka mit der willkürlichen Forderung nach einem Passierschein aufgehalten. Nachdem Kohlhaas in Dresden feststellt, dass es einen solchen Passierschein nicht gibt, erfährt er bei seiner Rückkehr, dass seine beiden als Pfand zurückgelassenen Pferde durch den Einsatz in harter Feldarbeit abgemagert und damit wertlos geworden sind. Gegen dieses Unrecht reicht Kohlhaas beim Kurfürsten von Sachsen eine Klage ein, die jedoch auf Dringen der Familie von Tronka abgewiesen wird. Weitere Versuche Kohlhaasens, sich Gehör zu verschaffen, enden im Tod seiner Frau.
Enttäuscht darüber, dass er auf juristischem Weg keine Gerechtigkeit erfährt, beginnt Kohlhaas nach dem Verlust seiner Frau einen Rachefeldzug gegen den Junker Wenzel von Tronka. Er überfällt die Tronkenburg und tötet alle Bewohner. Den Junker selbst, der als einziger entkommen konnte, verfolgt er mit einem wachsenden Heerhaufen zunächst bis zum Klosterstift Erlabrunn und schließlich bis nach Wittenberg, das er mehrmals in Brand setzt. Einem Gerücht folgend gelangt Kohlhaas schließlich nach Leipzig, das er ebenfalls anzünden lässt. Infolgedessen kommt es zu einem Gespräch mit Martin Luther, der Kohlhaas zuvor öffentlich verurteilt hat. Nachdem dieser ihm jedoch seine Situation schildert, erwirkt Luther durch eine Bittschrift für Kohlhaas dessen freies Geleit nach Dresden, um die Klage erneut vor Gericht bringen zu können.
In Dresden lebt Kohlhaas zunächst unbehelligt im Schutz des freien Geleits. In der Zwischenzeit haben sich versprengte Reste seines aufgelösten Heerhaufens gesammelt und ziehen raubend und plündernd durch das Land. Ihr Anführer ist Johann Nagelschmidt, der vorgibt, der Statthalter und Vertraute von Kohlhaas zu sein. Tatsächlich aber hatte Kohlhaas diesen wegen verschiedener Gräueltaten hängen lassen wollen. Nur die Entlassung des Haufens aufgrund der Amnestie rettete Nagelschmidts Leben. Kohlhaas kann den Verdacht entkräften, mit Nagelschmidt zu kollaborieren. Bald darauf jedoch bemerkt Kohlhaas, dass er unter Hausarrest steht. Da erreicht ihn ein Bote von Nagelschmidt. Der will ihn aus Dresden befreien und bietet ihm das Kommando über den inzwischen in militärische Bedrängnis geratenen Haufen an. Kohlhaas nimmt dieses Angebot an, jedoch nur, damit er aus Dresden entkommt, um sich „nach der Levante oder Ostindien“ einzuschiffen. Die Behörden haben sowohl die Botschaft als auch die Antwort abgefangen. Dies liefert schließlich den Grund für seine Verhaftung.
Zu der Zeit ersucht der König von Polen, im Streit mit dem Haus Sachsen stehend, den Kurfürsten von Brandenburg, gemeinsam gegen dieses vorzugehen. Nun betreibt der Kurfürst von Brandenburg die Sache von Kohlhaas. Um diesen vor weiterem Unrecht zu bewahren, bietet er ihm einen erneuten fairen Prozess an. Der führt zwar zur Verurteilung des Junkers von Tronka auf Schadensersatz, allerdings wird zugleich auch Kohlhaas wegen Landfriedensbruch zum Tode verurteilt.
Kurz vor der Hinrichtung erfährt der Kurfürst von Sachsen, dass sich Kohlhaas im Besitz einer Zigeuner-Prophezeiung befindet. Diese beinhaltet den Namen des letzten Kurfürsten aus seinem Hause, das Datum, wann er sein Reich verlieren werde, und den Namen, durch den das Reich ende. Alle Versuche, ihm diese Prophezeiung abzunehmen, scheitern. Auf dem Schafott verschluckt Kohlhaas schließlich den Zettel mit der Prophezeiung und macht ihn so endgültig unzugänglich für den Kurfürsten, der daraufhin einen Nervenzusammenbruch erleidet.

### Verschiedene Rechtsauffassungen
Michael Kohlhaas reflektiert den ständigen Konflikt zwischen verschiedenen Rechtsauffassungen, insbesondere denen des Mittelalters und denen der Aufklärung. Kohlhaas selbst scheint sich in seinen Gedanken bzw. Handlungen nahe an denen aufklärerischer Philosophen, beispielsweise John Lockes, zu bewegen. Seine Selbstjustiz könnte dementsprechend als Austritt aus dem Gesellschaftsvertrag gedeutet werden: Nachdem der Staat seiner Pflicht, Gerechtigkeit zu schaffen, nicht nachgekommen ist, nimmt Kohlhaas das Gesetz selbst in die Hand. Kohlhaas: „Verstoßen […] nenne ich den, dem der Schutz der Gesetze versagt ist! […] und wer ihn mir versagt, der stößt mich zu den Wilden der Einöde hinaus; er gibt mir […] die Keule, die mich selbst schützt, in die Hand“.
Auch Kohlhaas’ Rechtsübertretungen lassen sich durch die Philosophie Lockes rechtfertigen, der in Die natürlichen Rechte des Menschen schreibt: „Ein jeder hat somit das Recht, diejenigen, die das Gesetz überschreiten, in dem Maße zu strafen, wie es nötig ist, eine neue Verletzung zu verhindern“. Andererseits stehen Kohlhaas’ Taten in keinem Verhältnis zu dem an ihm verübten Unrecht; insbesondere durch seine Mordbrennereien kommen viele Unbeteiligte und Unschuldige zu Schaden. Bei seinen Gesetzesüberschreitungen spielen neben seinem Rechtsgefühl Faktoren wie z. B. verletzter Stolz oder der Wunsch nach Rache (für seine getötete Frau) eine wesentliche Rolle.
Kohlhaasens aufklärerische Gedanken stellen einen Anachronismus dar. Da Kohlhaas laut der Erzählung in der „Mitte des 16. Jahrhunderts“, also vor der Zeit der Aufklärung lebte, liegt es nahe, dass Kleist Vorstellungen seiner eigenen Epoche auf seine (historische) literarische Figur projizierte.
Widersprüchlich ist auch Kohlhaasens juristische Forderung nach Genugtuung – ein Begriff, der an die (mittelalterliche) Duell- und Fehdepraxis erinnert. Auch seine „Kohlhaasischen Mandate“ lassen einen solchen Schluss zu; das Fehderecht war allerdings zu Kohlhaas’ Zeit schon außer Kraft, was jedoch von großen Teilen des Adels, aus dem von Kleist ja selber stammte, ignoriert wurde.
Kohlhaas’ unerschütterliches Verlangen nach Gerechtigkeit findet im Laufe der Erzählung auf verschiedene Weise Ausdruck: Nachdem der legale Weg fehlschlägt und Kohlhaas dabei sogar seine Frau verliert, weiß er sich nicht mehr anders zu helfen als durch Selbstjustiz. In diesem Vorhaben wird er allerdings vollkommen maßlos, sein persönlicher Racheakt gegen den Junker weitet sich zu einem blutigen Feldzug gegen alles und jeden aus. Das später über ihn verhängte Todesurteil akzeptiert Kohlhaas wiederum als gerechte Strafe, wodurch sich abschließend bestätigt, dass Gerechtigkeit für ihn allerhöchsten Wert hat.

## Kritik
Franz Kafka erwähnte in einem Brief an Felice Bauer die Novelle:
„Gestern abend habe ich Dir nicht geschrieben, weil es über Michael Kohlhaas zu spät geworden ist (kennst Du ihn? Wenn nicht, dann lies ihn nicht! Ich werde Dir ihn vorlesen!), den ich bis auf einen kleinen Teil, den ich schon vorgestern gelesen hatte, in einem Zug gelesen habe. Wohl schon zum zehnten Male. Das ist eine Geschichte, die ich mit wirklicher Gottesfurcht lese, ein Staunen faßt mich über das andere, wäre nicht der schwächere, teilweise grob hinuntergeschriebene Schluß, es wäre etwas Vollkommenes, jenes Vollkommene, von dem ich gern behaupte, daß es nicht existiert. (Ich meine nämlich, selbst jedes höchste Literaturwerk hat ein Schwänzchen der Menschlichkeit, welches, wenn man will und ein Auge dafür hat, leicht zu zappeln anfängt und die Erhabenheit und Gottesähnlichkeit des Ganzen stört.)“

## Verfilmungen
- 1967: Michael Kohlhaas. Regie: Wolf Vollmar (TV-Siebenteiler, Titelrolle Rolf Boysen)
- 1969: Michael Kohlhaas – der Rebell. Titelrolle: David Warner; Regie: Volker Schlöndorff
- 1999: Reiter auf verbrannter Erde (Orig. The Jack Bull). Regie: John Badham, nach Motiven der Novelle
- 2012: Kohlhaas oder Die Verhältnismäßigkeit der Mittel. Regie: Aron Lehmann
- 2013: Michael Kohlhaas. Regie: Arnaud des Pallières (Titelrolle: Mads Mikkelsen)[8]

Im kinematografischen Bereich werden Filme wie Sugarland Express (1974) von Steven Spielberg oder Zeit der Vergeltung (1985) von Matthew Robbins dem Kohlhaas-Motiv zugeschrieben.

## Vertonung
- 2024: Michael Kohlhaas, op. 123, Oper von Stefan Heucke. Libretto vom Komponisten und Ronny Scholz (Uraufführung am Theater Regensburg)[10]

## Hörspiel
- 1929: Michael Kohlhaas. Regie: Franz Joseph Engel, u. a. mit Rudolf Rittner (Michael Kohlhaas), Marianne Rub (Lisbeth, seine Frau), Herbert Brunar (Wenzel von Tronka), Bruno Gerhard (Hans von Tronka), Friedrich Reinicke (Kunz von Tronka) und Siegfried Bruck (Burgvogt der Tronkenburg/Meister Himboldt) (Schlesische Funkstunde)
- 1953: Michael Kohlhaas. Regie: Ulrich Lauterbach, u. a. mit Walter Richter (Kohlhaas), Heinz Schimmelpfennig (Herse, Kohlhaas’ Knecht), Annedore Huber (Lisbeth, Kohlhaas’ Frau), Friedrich Schoenfelder (Prinz Christian von Meißen), Konrad Georg (Junker Wenzel von Tronka)
- 1962: Michael Kohlhaas von Heinrich von Kleist. Norddeutscher Rundfunk, Regie: Kraft-Alexander, u. a. mit Walter Richter (Kohlhaas), Eva-Ingeborg Scholz (Lisbeth), Josef Dahmen (Herse), Robert Meyn (Wenzel), Richard Münch (Prinz Christian)
- 1974: «Michael Kohlhaas» von Heinrich von Kleist. Sender Freies Berlin. Hörspielbearbeitung: James Saunders, Regie: Rolf von Goth, mit Hans Dieter Zeidler (Michael Kohlhaas), Carla Hagen (Lisbeth Kohlhaas), Lothar Blumhagen (Kurfürst von Sachsen), Ernst Wilhelm Borchert (Martin Luther)
- 1976: Michael Kohlhaas von Heinrich von Kleist. DDR, Komposition: Reiner Bredemeyer, Regie: Hans-Dieter Meves, u. a. mit Horst Hiemer (Kohlhaas), Petra Kelling (Lisbeth), Klaus Manchen (Herse), Wilfried Ortmann (Luther), Jörg Gudzuhn (Junker von Tronka), Helmut Schellhardt (Burgvogt)

## Hörbuch
- 1972: Aufnahme des Südwestfunk, ungekürzte Lesung von Günther Sauer.
- 2001: Der Hörverlag – Novellen, gelesen von Rolf Boysen. In dieser Ausgabe auch die Lesung von Michael Kohlhaas.
- 2008: Edition Hörbuch – Heinrich von Kleist: Michael Kohlhaas. Vollständige Lesung. Klett Verlag.

Gelesen von Axel Thielmann, MP3-Format
Gelesen wird die Textausgabe, zusätzlich enthält die CD den Text vollständig als PDF-Datei.
- 2008: Michael Kohlhaas von Heinrich von Kleist. Ungekürztes Hörbuch. LibriVox.
Gemeinfreies, also kostenlos verfügbares, Hörbuch
Gelesen wird vom gemeinfreien Text, der auf projekt-gutenberg.org abrufbar ist.[11]
Verfügbar in MP4, MP3 und Ogg

- 2017: Michael Kohlhaas von Heinrich von Kleist, Reclam Hörbücher - Gelesen von Hans Sigl.

## Literarische Bearbeitungen, Adaptationen und Anspielungen
- 1828 erschien eine Bearbeitung von Gotthilf August von Maltitz unter dem Titel Hans Kohlhas als Buch.[12]
- Ein Bühnenstück von Willy Winkler, Eines Menschen Recht aus dem Jahre 1951, wurde 1958 in Bad Düben aufgeführt.
- Die Tragödie Palmsonntag eines Rosshändlers (Egy lócsiszár virágvasárnapja) des ungarischen Schriftstellers András Sütő, erschienen 1975 und verarbeitet die Geschichte von Michael Kohlhaas, um die Umstände des Ceaușescu-Regimes mit einem historischen Beispiel zu beleuchten.
- 1978 dramatisierte Frieder Schuller, der damalige Dramaturg des deutschen Theaters von Hermannstadt in Rumänien, Kleists Novelle unter dem Titel Viele Grüße Michael Kohlhaas. Es kam zu ersten Proben, doch dann erhielt Schuller den Pass zur Ausreise und musste Rumänien verlassen. Die Aufführung, in der es um Willkür, Pass- und Grenzkonflikte ging, wäre im damaligen kommunistischen Rumänien vorhersehbar verboten worden.
- Elisabeth Plessen griff in ihrem 1979 erstmals erschienenen Roman Kohlhaas die Kleistsche Geschichte auf und rekonstruierte sie teilweise aus historischen Dokumenten und Gerichtsakten. Insbesondere schildert sie Episoden aus Kohlhaas’ Kindheit und Jugend. Der Roman wurde von der Kritik positiv aufgenommen und war ein Verkaufserfolg.
- In dem Roman Ragtime von Edgar Lawrence Doctorow ist der Erzählstrang über das Leben des schwarzen Musikers Coalhouse Walker deutlich an Michael Kohlhaas angelehnt, worauf auch der Vorname anspielt. 1981 wurde das Buch unter der Regie von Miloš Forman verfilmt.
- Christoph Hein bezog die Thematik auf die DDR in Der neuere (glücklichere) Kohlhaas. Bericht über einen Rechtshandel aus den Jahren 1972/73.[13]
- In Pascal Merciers Roman Der Klavierstimmer (1998) spielt die Geschichte von Michael Kohlhaas eine entscheidende Rolle. Dort ist er nicht nur eine der Hauptfiguren und Inspirationsquelle für eine Oper, sondern das Thema Selbstjustiz und die unterschiedlichen Auffassungen von Gerechtigkeit ziehen sich leitmotivisch durch den gesamten Roman.
- Eine andere literarische Bearbeitung ist der historische Roman von Corinna Bethke Bis vor den Richterstuhl Gottes: Die Fehde des Hans Kohlhase (Halle 2007).
- 2015 wurde am Maxim-Gorki-Theater in Berlin Yael Ronens Bearbeitung Das Kohlhaas-Prinzip uraufgeführt.
- In dem 2017 erschienenen Roman Qualityland von Marc-Uwe Kling wird der Protest des Protagonisten Peter Arbeitsloser mehrmals mit Kohlhaas’ Handeln verglichen.
- 2021 wurde an der Berliner Schaubühne Michael Kohlhaas in Regie von Simon McBurney und Annabel Arden uraufgeführt.